# 勝山市役所
勝山市役所（かつやましやくしょ）は、勝山市の執行機関及びそれが入居する施設である。

## 組織
- 議会事務局
- 未来創造課
- 総務課
- 財政課
- 市民課
- 商工文化課
- 農林課
- 会計課
- 農業委員会事務局
- 監査委員事務局
- 福祉児童課
- 健康体育課
- 建設課
- 営繕課
- 上下水道課

## 庁舎
以下のような構成になっている。市庁舎は1958年（昭和33年）に落成した。

### 本庁
| 階  |                                                              |
| --- | ------------------------------------------------------------ |
| 3階 | 財政課（財政）、議会事務局、監査委員事務局                   |
| 2階 | 総務課、未来創造課、財政課（施設管理・契約検査）、商工文化課 |
| 1階 | 市民課、農林課、農業委員会事務局、会計課                     |

### 本庁以外の施設
- 教育会館
  - 教育委員会事務局
  - 市史編纂室
- 市民会館
  - 建設課
  - 営繕課
  - 上下水道課
- 福祉健康センター「すこやか」
  - 福祉児童課
  - 健康体育課
- ジオアリーナ
  - 健康体育課

## デジタルトランスフォーメーション
デジタルトランスフォーメーション推進の一環として、2022年度中に市役所庁舎など市施設の固定電話を原則廃止し、スマートフォンで対応するシステムを導入した。
2023年（令和5年）3月6日までに市役所庁舎、市民会館、市教育会館、市体育館ジオアリーナ、市福祉健康センターすこやかなどで約200台の固定電話を廃止し、会議室や宿直室などの11台のみとして残りの固定電話も2023年3月中に撤去する。
全庁的にクラウド化してスマートフォンで対応するシステムを導入した自治体は日本初である。